# زينة: ترنيمات للوجع (رواية)
زينة: ترنيمات للوجع هي رواية رمزية للروائي المصري السيد حنفي صدرت عام 2005 بعد روايته الأولى «اللعنة» (2000)
. تعالج الرواية موضوع الجماعات الإرهابية والتطرُّف عبر حوار بين شخصية «رحّال» وبقية الأبطال في فضاء برزخي «بين الموت والعدم حيث غابة الأكفان المعلقة». يستخدم العمل مزيجًا من السرد الروائي والمونولوج الداخلي والحوار المسرحي، مصاغًا بلغة شعرية تأملية تتجاوز الإطار الواقعي التقليدي. حظيت الرواية باستقبال نقدي واسع ليس في مصر فقط بل في بلدان أخرى كالمغرب والعراق، إذ أبهر النقاد جراء جرأة الكاتب في تناول التطرف الفكري ضمن فانتازيا فلسفية، ونالت جائزة جريدة الجمهورية لعام 2005 .

## نبذة عن الكاتب
السيد حنفي شحاتة من مواليد محافظة السويس في نوفمبر 1959م، ونشأ في بيئة عايشت نكسة 1967م ثم انتصار أكتوبر 1973م، مما أثر في وعيه الوطني والإنساني منذ الطفولة. التحق بمعهد أزهري حتى المرحلة الثانوية، واعتقل لمدة عام كامل عقب اغتيال الرئيس أنور السادات عام 1981م لعضويته في الجماعة الإسلامية، قبل أن يخرج بقناعةٍ جديدة ورؤية كاشفة دفعته لنهجٍ أدبي نقدي يكشف فيه "زيف الشعارات والأكاذيب" التي أُفرخت في تلك الحركات. أصدر السيد حنفي أربع روايات رئيسية هي: «اللعنة» (2000)، «زينة: ترنيمات للوجع» (2005)، «رؤيا»، و«سيدة الضياء»، إضافةً إلى ثلاث مجموعات قصصية هي «لحظات مكبلة» و«إشراقة الموت الأول» و«مشاعر ورقية»، وقد طُبعت بعض مجموعاته في دور نشر مصرية وعراقية ومغربية متعددة. شارك في العديد من المؤتمرات الأدبية المصرية، وكان عضوًا في اتحاد الكتاب المصريين وأمين سر نادي أدب محافظة السويس، حيث شغل عضوية مجلس الإدارة لأكثر من دورة. تميز أسلوبه الروائي بمزج السرد بالمونولوج الشعري والحوار المسرحي، واعتبر كل رواية كأنها معزوفة جديدة تستدعي لغة وأفقًا فنيًا مستقلًا، يرفض فيه تكرار تجربته أو الانصياع للواقعية الحرفية. سعى في أعماله إلى كشف زيف الجماعات المتطرفة والأيديولوجيات المضللة من خلال بناء دراماتيكي رمزي، فغدا صوتًا أدبيًا مناوئًا للإرهاب الفكري والديني محملاً بخبرة وتجارب سابقة وعالمًا بالخبايا والأكاذيب. نال خلال مسيرته عدة تكريمات من مؤسسات ثقافية محلية وعربية، منها جائزة "القلم الحر" وميدالية تكريم من نادي أدب السويس، وعُرضت أعماله في مهرجانات أدبية مغربية وعراقية.

## نبذة عن الرواية
«زينة: ترنيمات للوجع» رواية رمزية تُعدّ الثانية في مسيرة الكاتب بعد روايته «اللعنة» (2000) التي فتحت له أبواب التجريب السردي. تتخذ الرواية إطارًا سرديًا برزخيًّا يستقرّ في فضاء رمزي “بين الموت والعدم”، حيث تتدلى من السقف “أكفان معلقة” ترمز إلى الخطيئة والندم الجماعي على مدار التاريخ الإنساني.
تعتمد «زينة» على مزيج من تقنية المونولوج الداخلي والحوار المسرحي، في نصّ يتنقل بسلاسة بين ثلاث وجهات نظر رئيسة:
- «رحّال» الراوي الملتبس بين ماضيه كعضو في جماعة متشددة وحاضره الرمزي في البرزخ النفسي[3]؛
- «زينة» البطلة المراوِغة التي تجسّد الحقيقة الضائعة وألغام الهوية[3]؛
- «فؤاد» و«الآخر» اللذان يمثّلان صراعات فكرية واجتماعية متعددة (العلماني والإيديولوجي) داخل كيان الإنسان[3].

تنبثق من هذه المقاربات ثيمات رئيسة تتمحور حول:
1. التطرف الفكري ودوره في تشويه الوعي الفردي والجماعي[3]؛
2. الألم الإنساني والذنب التاريخي المتجسد في صورة “غابة الأكفان”[2]؛
3. البحث عن الحقيقة وسط زحام الشعارات الزائفة[3]؛
4. التداخل بين الواقع والميتافيزيقا، عبر الصور الشعرية والنغمات اللغوية التي يصفها الكاتب بأنها “معزوفة من الحروف”[9].

استخدم حنفي لغة شعرية مكثفة وعالية التمثيل، فاشتمل النصّ على فلاش باك لاستحضار ذاكِرات الشخصيات، وتقطيع زمني متحرر لا يلتزم بخطٍّ سردي خطيّ مُعتاد، وغاب عنه السارد الكلي العلم لصالح الطبقات الصوتية المتعدّدة. نال العمل إشادة نقدية في الأوساط الأدبية، وجُرّد في بعض الدراسات الأكاديمية من حدود الواقعية الضيقة، فوصِف بأنه “إخراج جريء عن النص الروائي المألوف” وأُدرج ضمن مقررات الدراسات العليا بجامعة واسط العراقية لمدة أربع سنوات بناءً على توصية الناقد أ.د ثائر العذاري.

## الشخصيات البارزة بالرواية
- رحّال – هو راوي الرواية والشخصية المركزية التي يُكشف من خلال سردٍ داخلي عن انضمامه سابقًا إلى خلية إرهابية وندمه عليها بعد تجربته القاسية في “مكان بين الموت والعدم حيث غابة الأكفان المعلقة”[10].

- زينة – شخصية بطولية رمزية تمثل “الحق المفقود” ووجع الهوية، تتنقل حضورها بين أصوات الشخصيات المختلفة، فتشكّل محورًا للبحث عن الحقيقة وسط زحام الشعارات الزائفة[11].

- فؤاد – مثقف علماني أنهكته صراعات العصر واغتراب العولمة، يمثّل الصوت الغربي في الحوار، ويقدّم فلاش باك يكشف عن حياته قبل التحاقه بفضاء الرواية الرمزي[12].

- الآخر – شخصية غامضة تجسّد “الأوجه المتعددة للوجود والمعنى”، ويخدم الحوار كطرف رابع يعبر عن تضارب الأفكار الإيديولوجية المختلفة[13].

- ضياء – شخصية ثانوية، زوجة فؤاد، تظهر عبر مقاطع الحوار لتمثل الصوت النسائي الأكثر تماسكًا والأمل في الخلاص الإنساني[2].

- سعيد – الأستاذ الزاهد الذي تلتقي به زينة في أحد المقاطع، يمثل النظرة الصوفية المارقة خارج الأيديولوجيات المتشددة[14].

- الراوي الموسيقي – يرمز إلى “الصوت الداخلي” الذي يجمع بين حوارات الشخصيات وينسج بينها “معزوفة لغوية” تتجاوز حدود النصّ التقليدي[9].

- شخصيات الظل – تظهر على شكل ألسنة مُسمَّعة من خلف الستار الرمزي للرواية، تمثل وصايا الفكر المتطرف التي لا تنطفئ رغم انهيار الشخوص الرئيسية[3].

- الصوت الجمعي – صيغة حضورية لـ«الآخرين» في الرواية، تجسد صدى الأيديولوجيات المجتمعية المتضاربة (الديني، العلماني، الصوفي)، وتتجسد في أسئلة جوهرية حول المعنى والحرية والذنب التاريخي[12].

- الصدى الختامي – صوت خفي يختتم الرواية بأفق مفتوح، يترك للقارئ مهمة استكمال المشهد الرمزي بين الحياة والموت، ويؤكد محورية سؤال الحقيقة وسط الألم[9].

## أصل الرواية
تنبع «زينة: ترنيمات للوجع» من رؤية أدبية خاصة بالسيد حنفي قائلاً إنه بعد صدور «اللعنة» (2000) شعر بضرورة الخروج بتجربة سردية جديدة تمزج بين رمزية الفانتازيا وعمق المونولوج النفسي.
بدأ الكاتب في بلورة الفكرة أثناء إقامته في محافظة السويس عام 2002، حين لاحظ اشتماله على ذكريات الحرب وأحوال ما بعدها وكذلك انضمامه لجماعات تدعوا للتطرف والإرهاب باسم الإسلام، فاستخدم تلك الصور كأساس لفضاء برزخي تتدلّى فيه «أكفان معلقة» باعتبارها استعارة لأزمة الذات والذاكرة الجماعية. استغرق تأليف المسودة الأولى من الرواية نحو ثلاث سنوات (2002–2005)، اعتمد خلالها حنفي على ورش كتابية نظمها نادي أدب السويس لتجريب تقنيات المونولوج الداخلي والحوار المسرحي، قبل أن يرسل النص إلى لجنة تحكيم جائزة جريدة الجمهورية.
خضع النص إلى مراجعات نقدية قام بها نقاد من «المجلة العربية للدراسات النقدية» في العراق؛ حيث تم تحليله أكاديميًا في عدد خاص عام 2007 تحت عنوان «الرمزية المزدوجة في روايات السيد حنفي» تأليف د. كريم ناجي، مما ساعد على صقل الحوار الدرامي وتوحيد الثيمات الفنية.
سعى الكاتب إلى بناء الرواية على إيقاع موسيقي داخلي مستلهم من التراث الصوفي المصري، فقام بتضمين مقاطع شعرية مستقاة من قصائد «الحلاج» و«ابن الفارض» ضبطها في هيكل فصول لا يزيد عددها عن اثني عشر فصلاً ليتوافق مع دائرة الأوتار الموسيقية الاثني عشرية.
تجلى جانب آخر من «أصل الرواية» في جلسات قراءة نظمها «الحوار المتمدن» (أكاديمية أدبية إلكترونية) عام 2006، حيث ناقش القرّاء أول فصول الرواية عبر مقالات ونقاشات مفتوحة، ما منح حنفي ملاحظات مهمة حول عمق المفردة الرمزية وأثرها النفسي على المتلقي.
عُرضت مسودات «زينة» للطباعة على دور نشر محلية في القاهرة والمحافظات قبل نهاية 2005، إلا أن الدار التي أصدرت الطبعة الأولى أُغلقت لاحقًا. أسهمت هذه المرحلة التحضيرية في ترسيخ مسار الرواية كـ«معزوفة سردية» تعكس رؤية فنية ومضمونية شاملة، قبل أن تتوّج بفوزها بجائزة جريدة الجمهورية عام 2005 وإقبال القرّاء على شرائها من بعض المكتبات الجامعية وأسواق الكتب المستعملة.

## المواضيع والأساليب الأدبية
تتناول رواية «زينة: ترنيمات للوجع» طيفًا واسعًا من القضايا الفكرية والاجتماعية باستخدام أساليب أدبية مبتكرة، يمكن تقسيمها إلى محاور رئيسة:

### 1. التطرف الفكري وكشف زيف الشعارات
تتصدر المحور المركزي للرواية قضية التطرف الفكري عبر شخصية «رحّال» الذي كان عضوًا في خلية متشددة، ثم يعترف بندمه وحسرته على ما اقترفته يداه، مما يعكس نقدًا لاذعًا للأيديولوجيات التي تستعمل الدين وستار الحرية لخدمة مصالحها الخاصة الهدامة. يبرز النصّ كيف أن الشعارات الزائفة تغتال العقل وتطوعه لأغراض عنفٍ وقتل، فتصطدم الحقيقة بضجيج الخطب الجوفاء.

### 2. الوجع الجماعي والذاكرة التاريخية
تستخدم الرواية صورة «غابة الأكفان المعلقة» كاستعارة للوجع الجماعي والذاكرة المؤلمة لأممٍ مرت بحروب واضطهادات. إن هذا المشهد البرزخي يربط بين حيوات الأبطال وأفعالهم الفردية والخلل في وعيهم الجمعي، مما يعزز ثيمة الذنب والندم «التاريخي».

### 3. البحث عن الحقيقة وسط الفانتازيا الفلسفية
تجري حبكة الرواية في فضاءٍ ميتافيزيقي متحرر من قيود الزمان والمكان، فتُوظّف عناصر الفانتازيا والخيال العلمي باعتبارها واجهة لتساؤلات فلسفية عن الوجود والحرية والقدر. يصف النقاد هذا المزج بأنه «تجربة سردية تفجيرية» تفتح آفاقًا للمتلقي بدلًا من إجباره على مسار سردي واحد.

### 4. السرد بالمونولوج والحوار المسرحي
تعتمد الرواية أسلوب المونولوج الداخلي حيث يكشف كل من «رحّال» و«زينة» عن أعمق أسرارهم النفسية في مساحات حميمية، ويتداخل معها الحوار المسرحي بين الأبطال الأربعة (رحّال–زينة–فؤاد–الآخر)، ما يمنح النصّ إيقاعًا دراميًّا يشبه العرض المسرحي.

### 5. التقطيع الزمني والهيكل الموسيقي
يخلو السرد من التقسيم الزمني الخطّي المعتاد، إذ يُقدّم الكاتب فلاش باك متتابعة تستدعي ذاكرة الماضي للربط مع مصائر الشخصيات. كما صاغ الفصول باتقانٍ يضفي طابعًا موسيقيًا؛ فقد صرّح الكاتب بأن عدد الفصول لا يتجاوز اثني عشر فصلًا مستلهمًا دائرة الأوتار الموسيقية الاثني عشرية، بما يعزز إحساس التردّد والتكرار الرمزي.

### 6. اللغة الشعرية والاستعارات الغنية
تتسم لغة الرواية بالشاعرية المكثفة، فتفيض الاستعارات وتتراكم الصور، مثل «العرش الملحمي للألم» و«أنين الرمال في رحاب الأكفان». تكسب هذه اللغة النص بعدًا جماليًا يربط بين الفنون (الشعر والموسيقى والمسرح)، ويحوّل المقروء إلى تجربة حسية متكاملة.

### 7. دور التجريب الأدبي في تمزيج الأجناس
جاءت «زينة» نموذجًا للتجريب الأدبي بتجاوز التقسيمات التقليدية؛ إذ ينحو الكاتب نَحْو الخطاب التعددي عبر دمج الرواية والمسرح والشعر في نصّ واحد، لا يلتزم بمحددات نوعية صارمة، بل يتنقل بينها لينسج «معزوفة من الحروف». يرى النقاد أن هذا التمزيج يتيح قراءة متعددة المستويات، من السرد الواقعي إلى الفلسفة الرمزية.
تظهر هذه المحاور مدى ثراء الرواية وتنوع تقنياتها الأدبية، مما وضعها في مصاف الأعمال الرائدة على صعيد الأدب العربي في مطلع الألفية الثالثة.

## القصة الإطارية
تعتمد «زينة: ترنيمات للوجع» على إطار سردي يكسر حدود السرد التقليدي، فيتمحور حول لقاء رباعي في فضاء برزخي لا يُحده زمان ولا مكان واضح، حيث يجتمع رحّال وزينة وفؤاد والآخر في “غابة الأكفان المعلقة” التي ترمز إلى ذاكرة الجماعة الموبوءة بالذنب وتراكم الهزائم التاريخية.

### انطلاق المشهد
يفتتح النصّ بلقطة رمزية لوصول رحّال إلى مكانٍ موحش يملؤه الصمت والضباب، وهو يلفظ كلماته الأولى: «ولدت من رحم الألم… وهنا توقفتُ عن الحياة لأقصّ عليكم قصتي».
يتحول هذا الحديث إلى منولوج داخلي، ثم يتداخل مع صوت زينة الذي يردّد: «أنا الحقيقة التي لا تموت… فهل ترغب في سماعي؟».

### تطور الحوار
ينفتح بعد ذلك حوارٌ مسرحي قصير بين الأبطال الأربعة، حيث يطرح كلٌّ منهم رؤيته للوجود:
- يحمّل رحّال جماعته مسؤولية “قتل الفرح” باسم الدين.
- تنقض زينة عليه بقولها إن “الحق يُصنع من ركام الأوهام”.
- يتحدث فؤاد عن “خيبة الغرب” التي دفعته إلى البرزخ الروحي نفسه.
- يضيف “الآخر” رؤيته كمرآة لأفكار متعددة، فتكاد الشخصيات الأربعة تمثل “مسرحًا للأيديولوجيات” بنغمةٍ شعرية واحدة.

### فلاش باك وشظايا الذاكرة
يتخلل الحوار فلاش باك متتابع يستدعي لحظات مفصلية:
1. لحظة انضمام رحّال إلى الخلية المتشددة، حيث وصفها بأنها “معبد الظلال”[3].
2. محطات علاقة فؤاد بفؤادٍ آخر في غربته الأمريكية، وكيف “تآكلت الأحلام”[12].
3. مشاهد لقاء زينة بسعيد الزاهد، واختبارها لقوة الحب في مواجهة “كوارث الفكر”[16].

تُعرض هذه المشاهد بلا ترتيب زمني واضح، لتؤكد استسلام الذاكرة لتداخل الألم والحنين والخوف، وغموض الخط الفاصل بين الماضي والحاضر.

### ذروة الصراع الإطاري
تنصهر الأصوات في لحظةٍ وحدانية تتخذ فيها زينة مدخلاً لطرح سؤالٍ جوهري:
“هل يبقى للأمل مكان وسط ركام الأكفان؟”.
ينفجر المشهد حين يُنشد جميعٌ معًا “ترنيمة الوجع”، وهي صيغة لغوية متكررة تمثل الصدمة الجماعية والاحتفاء بواقع النزف الإنساني.

### النهاية المفتوحة
يجمع الراوي بين نهايتين:
- انتهاء الحوار بانكفاء الشخصيات داخل ظلالٍ عميقة، تمثل عودة كل منهم إلى حكايته الخاصة.
- انفتاح البرزخ على سؤالٍ مفتوح تركه الكاتب للقارئ: “من أيّ خيط ستنسجون الحقيقة؟”.
بهذه الخاتمة يحقق الإطار السردي هدفه في سحب القارئ إلى “مسرح الألم الجماعي” ثم تحريره عبر الإبهام، ما يعكس فلسفة الرواية في الحرية المطلقة للمعنى والتأويل.

## أسلوب السرد
رواية «زينة: ترنيمات للوجع» تتبنى أسلوب سردي مميزًا يجمع بين عدة تقنيات أدبية ضمن نسيج موحد، يحقق أهداف الكاتب الفنية والفكرية دون الانصياع للتقاليد السردية المألوفة:

### تعدد الأصوات ورؤية تعددية المنظور
يتخلّى السيد حنفي عن السارد العليم، ويمنح صوت الراوي «رحّال» الأسبقية في نقل الأحداث والمشاعر، لكنه يقترن بصوت «زينة» وبقية الشخصيات (فؤاد والآخر) ليشكّل سردًا تشاركيًّا يتعرّض لقضايا التطرف والوجع الإنساني من رؤى متعددة؛ ما يعزز عنصر الحوار الداخلي والتفاعل النفسي الجماعي.

### المونولوج الداخلي والمونودراما الروائية
استند النصّ إلى تقنية المونولوج الداخلي لعرض الصراعات النفسية العميقة، حيث يبوح «رحّال» بندمه وعذابه، وتردّ «زينة» بصوتها الرخيم لتطرح رؤيتها للوجع والحرية، مما يمنح النصّ إيقاعًا دراميًّا يشبه العرض المسرحي أو “المونودراما”.

### الحوار المسرحي كهيكل سردي
يحرص الكاتب على نقل الحوارات بين الشخصيات كما لو كانت على خشبة مسرح، متبوعًا بوصفٍ مقتضب للبيئة الرمزية («غابة الأكفان المعلقة»)، فتظهر الكتابة على هيئة سيناريو روائي يمنح القارئ شعورًا بالمشاهدة الحية وليس مجرد القراءة السردية.

### الفلاش باك وتقطيع الزمان
ينتقل السرد بين الحاضر البرزخي ولحظات ماضية في حياة الشخصيات عبر تقنية الفلاش باك، دون ترتيب خطي، ما يعكس تشظي الذاكرة الإنسانية وتداخل الماضي بالحاضر الرمزي لصياغة تجربة سردية تحاكي تداعيات الوجدان.

### اللغة الشعرية والإيقاع الموسيقي
تظهر اللغة ذات طابع شعري مكثف، يعمد إلى توظيف الاستعارات («غابة الأكفان»، «أنين الرمال»، «معزوفة الحروف») والمقاطع المقطوعة كإيقاعات تشبه الموسيقى الصوفية التي استلهمت مقاطع من شعر الحلاج وابن الفارض، ما يمنح النص بُعدًا صوتيًا يتخطى حدود الحكي الروائي التقليدي.

### التناص والخلفيات الثقافية
أدرج الكاتب إشارات إلى التراث الإسلامي والقصص الصوفية دون أن يتحوّل النص إلى عمل ديني مباشر، بل وظّف تلك الخلفيات كنقاط انطلاق للنقد الفكري، فوظيفة التناص هنا هي توسيع أفق القارئ وتأصيله حضاريًا قبل تعريضه لصدام الأسئلة المصيرية.
من خلال هذا الأسلوب السردي المتشابك والمتعدد الأبعاد، توفر «زينة..ترنيمات للوجع» تجربة قرائية فريدة تُحاكي الدراما والموسيقى والفلسفة في آنٍ واحد، مسلطةً الضوء على دلالات التطرف والبحث عن الحقيقة في فضاء ينتصر للوعي والحرية. 

## النذير والتكهّن
تلعب فكرة النذير والتكهّن المسبق في «زينة: ترنيمات للوجع» دورًا محوريًا في استراحة اللحظة البرزخية قبل انطلاق الصراع الداخلي للأبطال. يظهر هذا البعد من خلال:

### عصا الرحالة كرمز للنذير
يستهلّ «رحّال» دخوله إلى فضاء الأكفان بـجملةٍ تشبه إعلانًا نذيرًا:  
«أتيتُ محملاً بأسرار ظلالٍ… لأفتح لكم نبوءة الألم».  
تُكرّس هذه العبارة وظيفة الرحّال كنذيرٍ نفسي يعيد للجماعة وهجها المدنس بالآلام.

### حضور العِرافة الرمزية
تتسلّل شخصية «الآخر» في بعض المقاطع ليكون شبه عرافٍ؛ يعلن عن “طوفانٍ من الأسئلة” قبل بدء الحوار، ويقول: «بادِروا بالسؤال قبل أن يأتكم الجواب من حروف الجوع». تمثل هذه الصياغة وظيفة الحكائي؛ إذ تنذر بزلزالٍ فكري ووجدانٍ متأجج قبل انفجار «ترنيمات الوجع».

### التكهّن في الفلاش باك
يعكس الفلاش باك ذروة التكهّن حين تستحضر ذاكرة رحّال حوارًا سابقًا مع زعيم الخلية المتشدّدة، حيث حذّره الأخير من أن «الطريق إلى الخلاص محفوفٌ بأشلاء الندم». تُعيد هذه الذكرى تأكيد وظيفة النذير عبر الزمن.

### الرموز النذيرية
- الأكفان المعلقة: تبدو كإخطار بصمت الموت المزعوم على كل من يلج هذا البرزخ، وتذكّر الشخصيات بمصيرهم «إن لم يعترفوا بالحقيقة».  
- الرمل المضيء: يظهر في مواضعٍ خفية باعتباره «رمزًا لانكشاف الأسرار»، ويقال إنه «يومئ لمن تنصرف أنوار الحقّ».

### الصدى النذيري في الخاتمة
في الختام، يختفي صدى الأصوات ليظهر صدى وحيد يكشف هذا الصدى عن التكهّن النهائي بأن «الوجع» ليس نهايةً بل إعلانٌ لبداية بحثٍ لا تنتهي عن الحقيقة.

## الفانتازيا والخيال العلمي
رواية «زينة: ترنيمات للوجع» تُصنَّف ضمن تيار الفانتازيا الغرائبية في الأدب العربي، إذ توظّف عناصرٍ استثنائية تُجسّد عالمًا برزخيًّا قائمًا على ازدواجية المكان والزمان والانتقال بين الواقع واللاواقع بأسلوبٍ مفتوح على التأويلات الفلسفية والوجدانية.
تظهر الفانتازيا في الرواية عبر فضاء “غابة الأكفان المعلقة” الذي لا يلتزم بمنطقٍ جغرافي أو زمني، بل يُقدَّم كثيمة سردية تُعبّر عن اللاواقع التاريخي والمتخيّل القائم على ثيمة الذنب الجماعي والانسلاخ من قيود الأيديولوجيات المجرَّدة.
يمتزج فيها الخيال العلمي بنسبةٍ رمزية عبر تجميد الزمن وغياب الخط الزمني التقليدي، فتخترق الشخصيات الواقع عبر فلاش باك متعرّج ومشاهدٍ مستقبليةٍ مجهولةٍ الصلة، ما يُشبه آلية “السفر عبر الزمن” النفسي الذي يُعيد بناء الوعي الفردي والجماعي.
يستخدم السيد حنفي الفانتازيا كـآلية نقدية لكسر القوالب الواقعية، مستلهماً منظور أدبي يرى في “اللاواقع” أداةً لعرض الأزمات الفكرية والاجتماعية، وتقويض الخطاب الأحادي للتطرف عبر فتح فضاءات محتملة ومتعددة للقراءة والتأويل.
تُعزّز الرواية هذا البُعد عبر شظايا سردية متفرقة تشبه “مؤثرات الخيال العلمي”، حين تظهر مَشاهد قصيرة تدلّ على آفاقٍ مستقبليةٍ أو ماضيةٍ لا ترضخ لقواعد المنطق السردي الواقعي، مما ينقل القارئ إلى تجربة سردية متفجرة تتخطّى ثنائية الحدث والتفسير المباشر.
ترتبط الفانتازيا في العمل بـتقنية المقاربة الصوفية التي تستدعي رموزًا من التراث الإسلامي (كالأكفان والمواويل الصوفية)، فتبدو الفانتازيا كدعوةٍ للتأمل الروحي والاختبار الوجداني بعيدًا عن السلطة الأيديولوجية الصلبة، وهي بذلك تستخدام الخيال كمساحةٍ للتحرر الفردي والجماعي.
تسهم هذه الممارسات الفانتازية في جذب القرّاء الباحثين عن تجارب سردية مغايرة تمزج بين الأدب الفلسفي والعلمي والاجتماعي، ما يضع الرواية في سياق الأدب التجريبي الذي يرفض حدود النوعية الأدبية التقليدية ويبتكر نوعًا من المتون المفتوحة التي تتسع لتعدد القراءات والتأويلات.
في ضوء ذلك، يمكن اعتبار «زينة» مثالًا على كيفية توظيف الأدب للفانتازيا والخيال العلمي كأشكالٍ سردية، لا للخروج من الواقع بل لغزو أعماقه وكشف ما تخفيه الأيديولوجيات من تناقضاتٍ وأحقادٍ عبر بناء عالمٍ يختبره الأبطال في رحلةٍ مكثفة عبر ذاكرة الوجع والندم.
بهذه الرؤية المتعددة الأبعاد، تقدم الرواية عالمًا موازٍ يحرّر المتلقي من سطوة التصنيفات الثابتة، ويمنحه مفاتيح قراءةٍ جماعيةٍ وفرديةٍ في آنٍ واحد، مما يجعل «زينة» رائدةً في إدخال الخيال العلمي والفانتازيا كمكون أساسي في خطاب المقاومة الفكرية والأدبية ضد التطرف والتزمت.

## الموسيقى الأدبية للرواية
تجسّد رواية «زينة: ترنيمات للوجع» مفهوم “الموسيقى الأدبية” عبر تصميمٍ سردي مبنٍ على تماهي الحكي مع الإيقاع اللغوي، حتى وصفها الكاتب نفسه بأنها «معزوفة من الحروف» لا رواية بالمعنى التقليدي.

### هيكلة الفصول كنغمات موسيقية
قسم السيد حنفي الرواية إلى اثني عشر فَصْلًا، مستلهِمًا دائرة الأوتار الاثني عشرية في الموسيقى، بحيث يمثل كل فصل “وترًا” يردّد نغمة داخل “معزوفة الألم” الكُليّة.

### الإيقاع الداخلي والطباق اللغوي
يستخدم النص التوازي اللفظي والتكرار المتدرّج (طباقًا منطقيًّا بين عبارات مثل «الرمل المضيء» و«صدى الأكفان») ليخلق شعورًا بإيقاعٍ يشبه الرنة الموسيقية، ويسمح للقارئ بأن “يسمع” اللغة قبل أن يقرأها.